# Yun Young-sun
Đây là một tên người Triều Tiên, họ là Yun.
Yun Young-sun (tiếng Hàn: 윤영선; sinh ngày 4 tháng 10 năm 1988) là một cầu thủ bóng đá Hàn Quốc thi đấu ở vị trí trung vệ cho Seongnam FC ở K League 2 và Đội tuyển bóng đá quốc gia Hàn Quốc.

## Sự nghiệp câu lạc bộ
Yun được chọn trong đợt tuyển quân K League 2010 bởi Seongnam Ilhwa Chunma. Ngày 9 tháng 3 năm 2010, Yun ra mắt chuyên nghiệp tại Giải vô địch bóng đá các câu lạc bộ châu Á trước Melbourne Victory, ghi bàn thắng thứ hai cho Seongnam trong chiến thắng 2–0 trên sân khách của đội. Yun ra mắt tại K League ngày 19 tháng 3 khi làm khách trước Jeonbuk Hyundai Motors, vào sân từ ghế dự bị cho Kim Jin-Yong ở phút thứ 72. Anh liên kết với đội bóng tại Giải bóng đá ngoại hạng Trung Quốc Henan Jianye vào tháng 1 năm 2014, tuy nhiên, vụ chuyển nhượng bị ngăn cản vì anh không vượt qua được bài kiểm tra thể lực.

## Sự nghiệp quốc tế
Vào tháng 5 năm 2018 anh có tên trong đội hình sơ loại 28 người tham dự Giải bóng đá vô địch thế giới 2018 ở Nga.

## Danh hiệu

### Câu lạc bộ
Seongnam Ilhwa Chunma
- Giải vô địch bóng đá các câu lạc bộ châu Á (1): 2010
- Cúp FA (1): 2011

### Quốc tế
Hàn Quốc
- Cúp bóng đá Đông Á (1): 2017